# 北大路書房
株式会社北大路書房（きたおおじしょぼう）は、日本の出版社である。心理学を中心に、教育、福祉、保育などの専門書籍を刊行している。
1988年に人種差別に関わるとして一斉に絶版となった絵本『ちびくろサンボ』の改作本『チビクロさんぽ』を出版したことでも知られている。

## 概要
- 設立：1948年12月18日
- 代表：若森乾也／奥野浩之
- 所在地：京都府京都市北区紫野十二坊町12-8（〒603-8303）

## 主要出版書籍
- 『心理学ベーシック』シリーズ
- 『本当にわかりやすいすごく大切なことが書いてあるごく初歩の統計の本』シリーズ
- 『心理学と仕事』シリーズ
- 『主体としての子どもが育つ保育内容』シリーズ
- 『特別支援教育をつなぐ Connect & Connect』シリーズ
- 『非認知能力：概念・測定と教育の可能性』
- 『大豆生田啓友対談集　保育から世界が変わる』
- 『サボタージュ・マニュアル：諜報活動が照らす組織経営の本質』